# Lisa Klein (cyclisme)
Pour les articles homonymes, voir Lisa Klein et Klein.
Lisa Klein née le 15 juillet 1996 à Saarbruck est une coureuse cycliste allemande, qui court sur route et sur piste. Elle est notamment  championne olympique de poursuite par équipes lors des Jeux olympiques de Tokyo de 2020 et compte deux titres mondiaux en contre-la-montre par équipes.

## Biographie

### Débuts
Elle commence le cyclisme en 2006. Elle est membre du club RSC Überherrn jusqu'en 2009 puis du RV Edelweiß Kandel depuis 2011. 
En 2010, elle gagne le championnat d'Allemagne sur route minimes. Cette année-là , alors cadette, elle monte sur le podium de trois épreuves lors des championnats d'Allemagne sur piste : elle est deuxième en course aux points, troisième en vitesse et en poursuites. Sur route, elle termine également troisième du championnat national. L'année suivante, elle devient championne d'Allemagne cadette en course aux points et en poursuite. 
En 2013, en catégorie juniors, lors des championnats d'Allemagne sur route, elle se classe troisième du contre-la-montre et deuxième de la course en ligne. Elle participe aux championnats d'Europe sur piste. Avec Doreen Heinze, elle finit deuxième de la vitesse par équipes. Toujours en 2013, elle devient championne d'Allemagne élite du scratch et troisième de l'omnium. En 2014, elle obtient le titre national juniors en contre-la-montre. Elle devient également vice-championne d'Europe de la course aux points. Deux semaines plus tard, elle termine deuxième des championnats du monde en poursuite cette fois. Sur l'omnium, elle est quatrième avant l'ultime épreuve qu'est la course aux points. Elle chute cependant durant la course, se casse la clavicule et est donc contrainte à l'abandon. Aux championnats du monde sur route juniors, Lisa Klein finit cinquième.

### Professionnelle

#### 2015
En 2015, elle devient professionnelle au sein de l'équipe Bigla. Elle court aux championnats d'Europe et obtient la médaille d'argent en poursuite par équipes aux côtés de Mieke Kröger, Gudrun Stock et Anna Knauer.

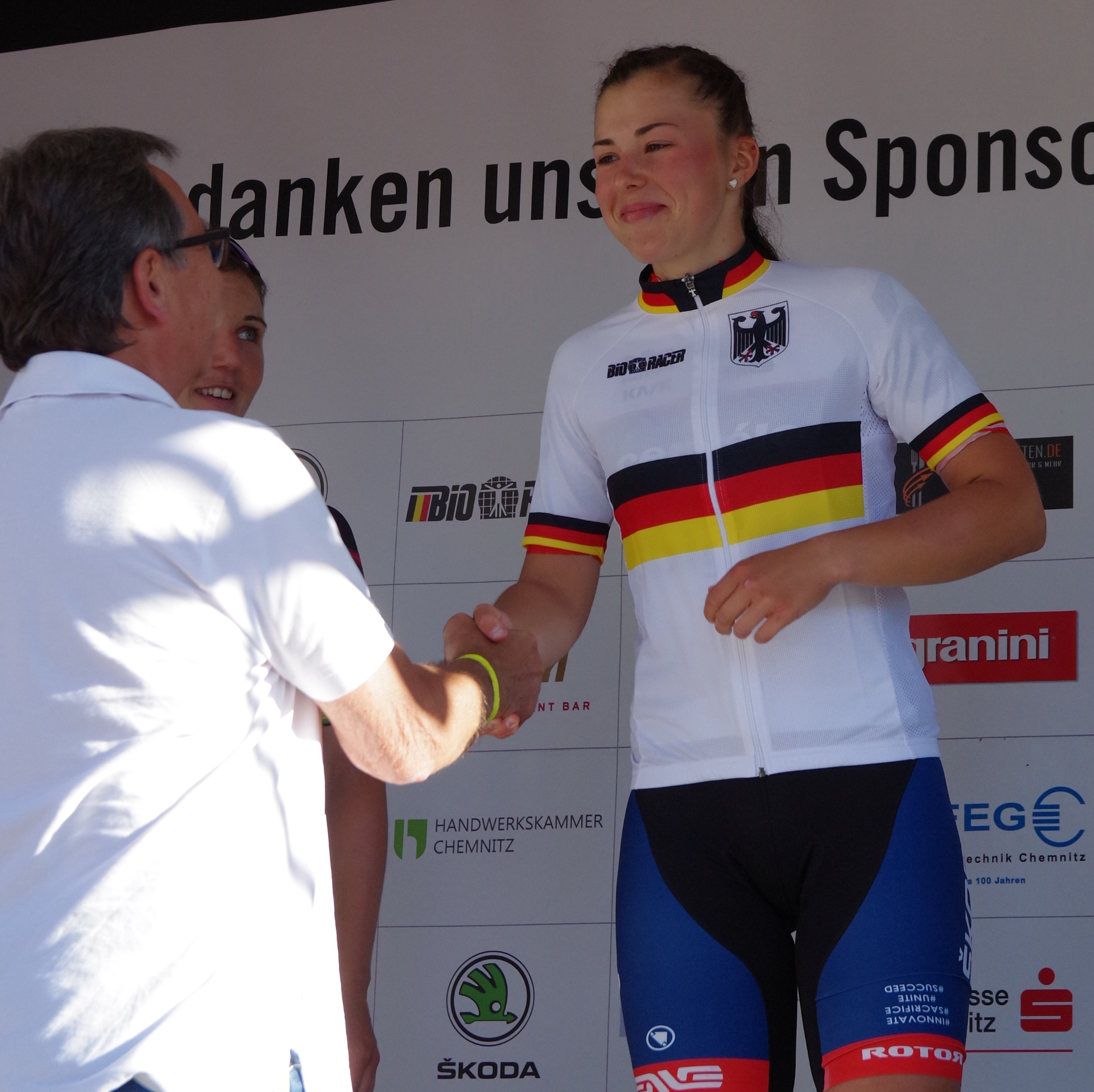
Avec le maillot de championne d'Allemagne

#### 2017
À l'Healthy Ageing Tour, Lisa Klein sixième est du contre-la-montre inaugural. Cette dernière s'empare ainsi du maillot blanc de leader du classement de la meilleure jeune. Le lendemain, la formation Cervélo-Bigla se classe deuxième du contre-la-montre par équipes derrière Boels Dolmans. Lisa Klein est deuxième du sprint massif de la troisième étape. Elle conserve la tête du classement de la meilleure jeune jusqu'au bout. Au Festival Luxembourgeois du cyclisme féminin Elsy Jacobs, Lisa Klein est deuxième du prologue. Elle termine l'épreuve à la quatrième place et est la meilleure jeune. 
Aux championnats d'Allemagne sur route, elle remporte au sprint l'épreuve. Sur les épreuves espoirs des championnats d'Europe, Lisa Klein est troisième du contre-la-montre et la cinquième place de la course en ligne. Au Contre-la-montre par équipes de l'Open de Suède Vårgårda, la formation Cervélo-Bigla se classe deuxième. Au Tour de Norvège, Lisa Klein est quatrième du prologue. Au classement général final, Lisa Klein est cinquième et meilleure jeune. Elle gagne le prologue du Tour de Toscane. Elle fait également partie de l'équipe Cervélo-Bigla qui prend la troisième place aux championnats du monde du contre-la-montre par équipes.

#### 2018
Aux Trois Jours de La Panne, Lisa Klein fait partie de la bonne échappée mais se fait reprendre dans les derniers kilomètres,. Elle confirme sa bonne forme du dimanche en finissant troisième du sprint à Gand-Wevelgem,.
Au Festival Elsy Jacobs, Lisa Klein s'impose sur le prologue. Au BeNe Ladies Tour, Lisa Klein est cinquième du prologue. Sur le contre-la-montre de la deuxième étape secteur b, elle est deuxième derrière sa coéquipière Trixi Worrack. Lisa Klein remonte à la troisième place du classement général deux secondes derrière Marianne Vos. Sur la dernière étape, elle gagne une place grâce aux sprints intermédiaires. Elle est également meilleure jeune,.

#### 2019

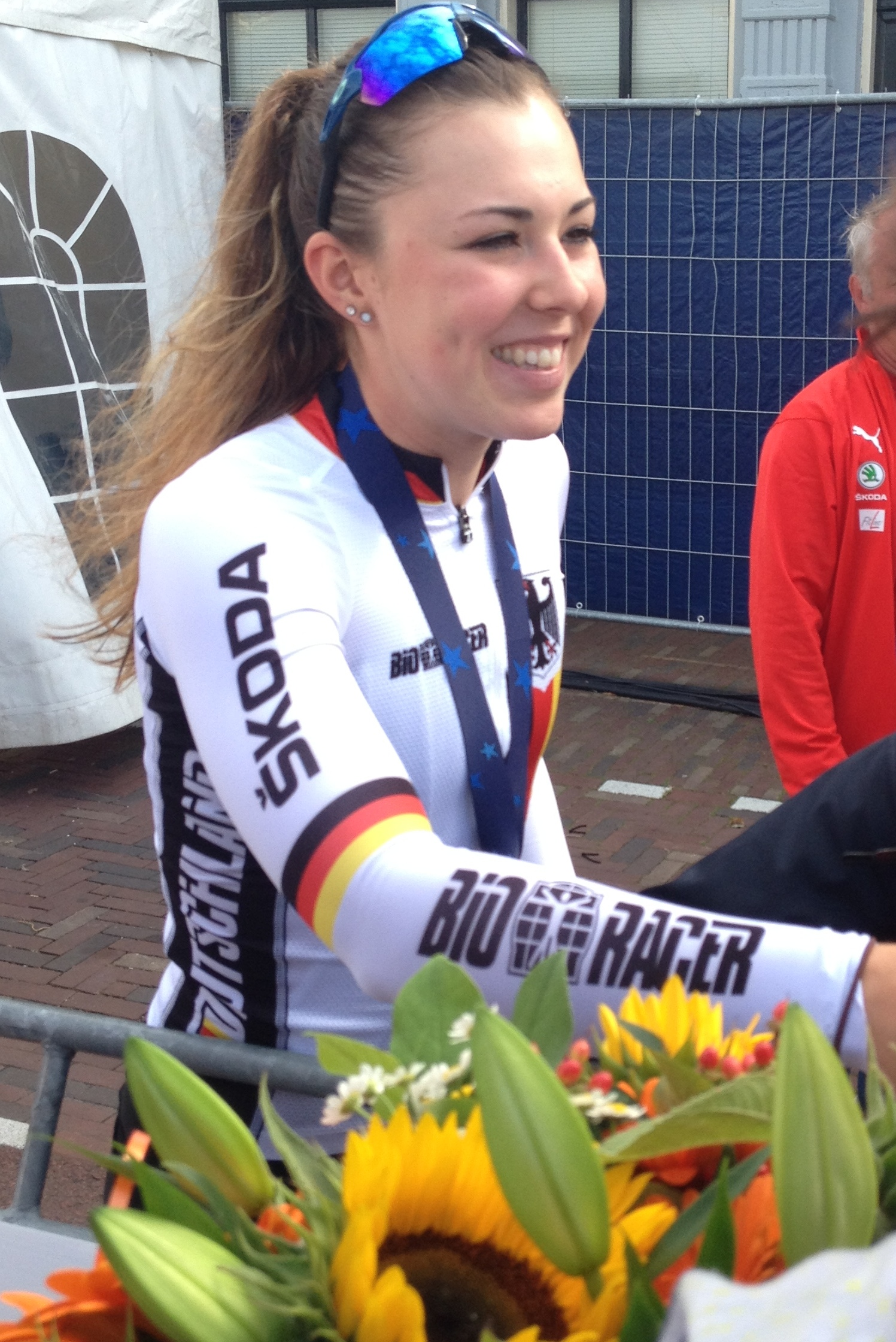
Aux championnats d'Europe 2019

À l'Healthy Ageing Tour, sur la première étape, Lisa Klein est deuxième du sprint. Sur la deuxième étape, elle est cinquième. Elle réalise ensuite une belle performance sur la contre-la-montre individuel, en terminant deuxième derrière Ellen van Dijk mais devant Anna van der Breggen. Cela lui permet de s'emparer du maillot jaune, qu'elle garde jusqu'à la fin de l'épreuve. Au Tour de Thuringe, Lisa Klein attaque sur la quatrième étape avec Marta Lach et Anna Christian. Leur avance culmine à deux minutes. Elle fond au fil des kilomètres, mais reste suffisante pour se disputer la victoire. Lisa Klein se montre la plus rapide et lève les bras. Au BeNe Ladies Tour, Lisa Klein remporte le prologue devant Ellen van Dijk. Elle récidive sur le contre-la-montre individuel avec quinze secondes d'avance et s'assure ainsi la victoire finale,.
Fin juillet, elle est présélectionnée pour représenter son pays aux championnats d'Europe de cyclisme sur route. Elle s'adjuge à cette occasion la médaille d'argent du relais mixte. Elle est ensuite deuxième du contre-la-montre individuel derrière Ellen van Dijk. Sur la course en ligne, Amy Pieters place l'attaque décisive. Elle est suivie par Lisa Klein et Elena Cecchini. Leur bonne coopération leur permet de compter deux minutes d'avance à vingt kilomètres de l'arrivée. Les trois coureuses se disputent la victoire au sprint. Lisa Klein est troisième.
Au Boels Ladies Tour, Lisa Klein est deuxième du prologue derrière Annemiek van Vleuten. Sur la troisième étape, dans une des dernières difficultés de la journée, Lisa Klein, Amy Pieters, Lizzie Deignan et Amanda Spratt s'échappent. Elles se disputent la victoire avec quelques secondes d'avance sur le peloton. Lisa Klein s'impose par une faible marge devant Amy Pieters et prend la tête du classement général. Elle perd cependant ce maillot le lendemain, au profit de Christine Majerus. Elle termine la course à la troisième place. Aux championnats du monde, Lisa Klein est cinquième du contre-la-montre individuel.

#### 2020-2022

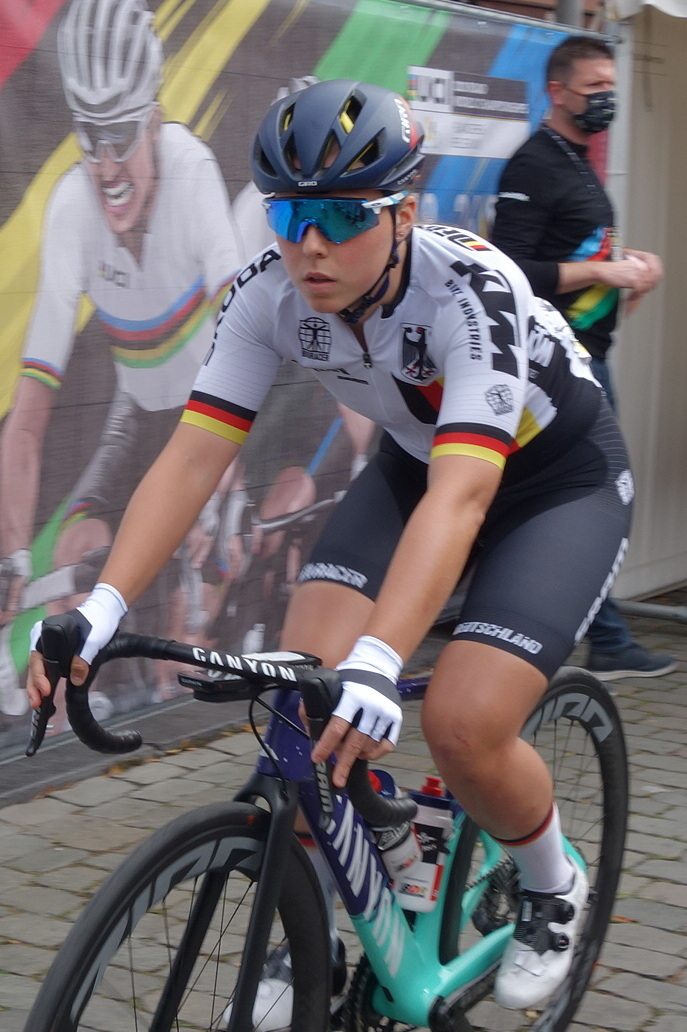
Au départ des championnats du monde

Aux mondiaux sur piste de 2020 à Berlin, elle remporte la médaille de bronze en poursuite par équipes avec Franziska Brauße, Lisa Brennauer et Gudrun Stock, en réalisant un nouveau record allemand de 4 minutes et 11,039 secondes. Aux Championnats d'Europe sur route, elle a remporté avec l'équipe allemande le titre du relais mixte.
Au Baloise Ladies Tour, Lisa Klein remporte le prologue. Hannah Ludwig est troisième. Le lendemain, l'échappée Mischa Bredewold dépossède Klein de la tête du classement général. Lisa Klein gagne le contre-la-montre de l'étape 2b et reprend le maillot, Hannah Ludwig est de nouveau troisième. La dernière étape n'apporte pas changement au classement général. Aux Jeux olympiques sur piste, elle fait partie du quatuor qui remporte la médaille d'or en poursuite par équipes, avec Franziska Brausse, Lisa Brennauer et Mieke Kröger. Au cours de la compétition olympique, l'équipe allemand a établi un nouveau record du monde trois fois de suite et a finalement amélioré le record existant d'environ six secondes en réalisant 4 minutes 4,249 secondes.
Aux championnats d'Europe sur route 2021, elle se classe quatrième du contre-la-montre. Aux mondiaux sur route, elle devient championne du monde du contre-la-montre par équipes en relais mixte et se classe septième sur le contre-la-montre. Elle manque Paris-Roubaix Femmes et les championnats du monde sur piste en raison d'une blessure à l'épaule, qui nécessite une intervention chirurgicale pour réparer une petite fracture à l'épaule subie lors d'une chute à l'entraînement.
Lors de la saison 2022, elle est deuxième du championnat d'Allemagne du contre-la-montre et remporte la poursuite par équipes de la manche de Coupe des nations de à Glasgow. En août, elle devient à domicile, à Munich, championne d'Europe de poursuite par équipes. Elle déclare forfait pour les mondiaux sur piste en raison de problèmes de santé.

#### 2023-2024: chez Trek
En 2023, elle quitte l'équipe Canyon-SRAM Racing pour rejoindre Trek-Segafredo.
À l'issue de la saison 2024, après une année compliquée sur le plan mental et physique elle décide de quitter l'équipe Lidl-Trek et de faire une pause dans sa carrière

## Palmarès sur route

### Palmarès par années
- 2010
  -  Championne d'Allemagne sur route minimes
- 2011
  - 3e du championnat d'Allemagne sur route cadettes
- 2013
  - 2e du championnat d'Allemagne sur route juniors
  - 3e du championnat d'Allemagne du contre-la-montre juniors
- 2014
  -  Championne d'Allemagne sur route juniors
  -  Championne d'Allemagne du contre-la-montre juniors
  - 5e du championnat du monde sur route juniors
- 2016
  - 2e du Contre-la-montre par équipes de l'Open de Suède Vårgårda
  -  Médaillée de bronze du championnat du monde du contre-la-montre par équipes
  -  Médaillée de bronze du championnat d'Europe du contre-la-montre espoirs
  - 10e du championnat d'Europe sur route espoirs
- 2017
  -  Championne d'Allemagne sur route
  - Prologue du Tour de Toscane
  - 2e du contre-la-montre par équipes de l'Open de Suède Vårgårda
  -  Médaillée de bronze du championnat du monde du contre-la-montre par équipes
  -  Médaillée de bronze du championnat d'Europe du contre-la-montre espoirs
  - 5e du championnat d'Europe sur route espoirs
- 2018
  -  Championne du monde du contre-la-montre par équipes
  - Prologue du Festival Elsy Jacobs
  -  Médaillée d'argent du championnat d'Europe du contre-la-montre espoirs
  - 2e du BeNe Ladies Tour
  - 3e de Gand-Wevelgem
  - 3e du championnat d'Allemagne du contre-la-montre
  - 9e du championnat d'Europe sur route espoirs
- 2019
  -  Championne d'Allemagne du contre-la-montre
  - Healthy Ageing Tour
  - 4e étape du Tour de Thuringe
  - BeNe Ladies Tour :
    - Classement général
    - Prologue et étape 2b (contre-la-montre)

  - 3e étape du Boels Ladies Tour
  -  Médaillée d'argent du championnat du monde du contre-la-montre par équipes en relais mixte
  - 2e du championnat d'Allemagne sur route
  -  Médaillée d'argent du championnat d'Europe du contre-la-montre
  -  Médaillée d'argent du championnat d'Europe du contre-la-montre relais
  - 2e de Nokere Koerse
  - 2e du contre-la-montre par équipes de l'Open de Suède Vårgårda
  -  Médaillée de bronze du championnat d'Europe sur route
  - 3e du Boels Ladies Tour
  - 5e du championnat du monde du contre-la-montre
- 2020
  -  Championne d'Europe du relais mixte contre-la-montre
  - 9e du championnat d'Europe du contre-la-montre
- 2021
  -  Championne du monde du contre-la-montre par équipes en relais mixte
  - Baloise Ladies Tour : 
    - Classement général
    - Prologue

  - 2e du championnat d'Allemagne du contre-la-montre
  - 3e de Nokere Koerse voor Dames
  - 4e du championnat d'Europe du contre-la-montre
  - 7e du championnat du monde du contre-la-montre
- 2022
  - 2e du championnat d'Allemagne du contre-la-montre
- 2023
  -  Médaillée de bronze du championnat du monde du contre-la-montre par équipes en relais mixte
  -  Médaillée de bronze du championnat d'Europe du contre-la-montre par équipes en relais mixte
- 2024
  -  Médaillée d'argent du championnat d'Europe du relais mixte contre-la-montre
  - 3e du championnat d'Allemagne du contre-la-montre

### Résultats sur les grands tours

#### Tour d'Italie
3 participations
- 2017 : 59e
- 2020 : 74e
- 2023 : abandon (7e étape)

### Classements mondiaux
| Année                                 | 2016 | 2017 | 2018 | 2019 | 2020 | 2021 | 2022 | 2023 | 2024 |
| ------------------------------------- | ---- | ---- | ---- | ---- | ---- | ---- | ---- | ---- | ---- |
| Classement UCI                        | 413e | 47e  | 38e  | 10e  | 344e | 34e  | 285e | 270e | 636e |
| UCI World Tour                        | nc   | 42e  | 45e  | 30e  | 174e | 103e | nc   | 230e | nc   |
|                                       |      |      |      |      |      |      |      |      |      |
| Légende : nc = non classéSource : UCI |      |      |      |      |      |      |      |      |      |

## Palmarès sur piste

### Jeux olympiques
- Tokyo 2020
  -  Médaillée d'or de la poursuite par équipes
  - 12e de la course à l'américaine
- Paris 2024
  - 6e de la poursuite par équipes

### Championnats du monde
- Pruszków 2019
  -  Médaillée de bronze de la poursuite individuelle
  - 6e de la poursuite par équipe[27]
- Berlin 2020
  -  Médaillée de bronze de la poursuite par équipes
- Glasgow 2023
  - 6e de la poursuite individuelle
- Ballerup 2024
  -  Médaillée d'argent de la poursuite par équipes

### Championnats du monde juniors
| Édition / Épreuve | Poursuite individuelle |
| Séoul 2014        | Argent                 |

### Coupe du monde
- 2018-2019
  - 2e de la poursuite par équipes à Hong Kong
- 2019-2020
  - 2e de la poursuite par équipes à Minsk
  - 2e de la poursuite par équipes à Glasgow

### Coupe des nations
- 2022
  - 1re de la poursuite par équipes à Glasgow (avec Franziska Brauße, Mieke Kröger et Laura Süßemilch)
- 2023
  - 3e de la poursuite par équipes au Caire
- 2025
  - 1re de la poursuite par équipes à Konya

### Championnats d'Europe
| Édition / Épreuve      | Vitesse par équipes | Poursuite par équipes | Course aux points |
| Anadia 2013 (juniors)  | Argent              |                       |                   |
| Anadia 2014 (juniors)  |                     |                       | Argent            |
| Athènes 2015 (espoirs) |                     | Argent                |                   |
| Apeldoorn 2019         |                     | Argent                |                   |
| Munich 2022            |                     | Or                    |                   |
| Granges 2023           |                     | Bronze                |                   |
| Apeldoorn 2024         |                     | Bronze                |                   |
| Heusden-Zolder 2025    |                     | Argent                |                   |

### Championnats d'Allemagne
- 2011
  - 2e de la course aux points cadettes
  - 2e de la vitesse par équipes cadettes (avec Claudia Paul)
  - 3e de la poursuite cadettes
  - 3e de la vitesse cadettes
- 2012
  -  Championne d'Allemagne de la course aux points cadettes
- 2013
  -  Championne d'Allemagne de scratch
  - 3e de l'omnium
- 2014
  -  Championne d'Allemagne de l'omnium juniors
- 2015
  - 2e de la vitesse par équipes (avec Miriam Welte)
- 2016
  -  Championne d'Allemagne de poursuite
  - 3e du 500 mètres
- 2018
  -  Championne d'Allemagne de l'omnium
- 2025
  -  Championne d'Allemagne de poursuite par équipes

## Distinctions
- UEC Hall of Fame[28]